# Lionel Weber
Lionel Weber (* 29. April 1996) ist ein Schweizer Tischtennisspieler. 

## Leben
Lionel Weber wurde 1996 geboren und wohnt in Reinach. Seit 2004 spielt er wettkampfmässig Tischtennis und spielt jetzt beim TTC Rio-Star Muttenz in der Nationalliga A. Mit 16 Jahren wurde er 2012 in der Elite Schweizer Meister im Doppel, zusammen mit Philip Merz, und stand im Einzel gegen den gleichaltrigen Elia Schmid im Finale. 2015, 2016, 2017, 2019 und 2020 wurde er Schweizer Meister im Einzel. Von 2012 bis 2019 nahm er an allen acht Weltmeisterschaften teil, von 2013 bis 2018 an allen sechs Europameisterschaften. Bei der EM 2018 in Alicante qualifizierte er sich für das Hauptfeld und schied dann in der ersten Runde gegen Timo Boll aus. Den zweiten Satz konnte er überraschend mit 11:6 für sich entscheiden, und im dritten hatte er einen Satzball. Mit 1:4 verlor Weber schließlich gegen den späteren Europameister. Mit dem Weltranglistenplatz 152 (Stand März 2020) war er damals der beste Schweizer Tischtennisspieler.
2022 zwang ihn eine Hüftoperation zur Unterbrechung seiner Karriere, er trat aus der Nationalmannschaft zurück.

## Turnierergebnisse
| Verband | Veranstaltung       | Jahr | Ort           | Land | Einzel    | Doppel    | Mixed      | Team  |
| ------- | ------------------- | ---- | ------------- | ---- | --------- | --------- | ---------- | ----- |
| SUI     | Europameisterschaft | 2020 | Warschau      | POL  | letzte 64 |           | letzte 16  |       |
| SUI     | Europe Top 16       | 2020 | Montreux      | SUI  | letzte 16 |           |            |       |
| SUI     | Europe Top 16       | 2019 | Montreux      | SUI  | letzte 16 |           |            |       |
| SUI     | Weltmeisterschaft   | 2019 | Budapest      | HUN  | Qual.     | Qual.     | letzte 64  |       |
| SUI     | Europameisterschaft | 2018 | Alicante      | ESP  | letzte 64 | letzte 32 | letzte 32  |       |
| SUI     | Europe Top 16       | 2018 | Montreux      | SUI  | letzte 16 |           |            |       |
| SUI     | Weltmeisterschaft   | 2018 | Halmstad      | SWE  |           |           |            | 53–56 |
| SUI     | Europameisterschaft | 2017 | Luxemburg     | LUX  |           |           |            | 28    |
| SUI     | Weltmeisterschaft   | 2017 | Düsseldorf    | GER  | Qual.     | Qual.     | Qual.      |       |
| SUI     | Europameisterschaft | 2016 | Budapest      | HUN  | Qual.     | Qual.     | Qual.      |       |
| SUI     | Weltmeisterschaft   | 2016 | Kuala Lumpur  | MAS  |           |           |            | 41–44 |
| SUI     | Europameisterschaft | 2015 | Jekaterinburg | RUS  | Qual.     | Qual.     |            | 27    |
| SUI     | Weltmeisterschaft   | 2015 | Suzhou        | CHN  | Qual.     | Qual.     | letzte 128 |       |
| SUI     | Europameisterschaft | 2014 | Lissabon      | POR  |           |           |            | 22    |
| SUI     | Weltmeisterschaft   | 2014 | Tokio         | JPN  |           |           |            | 53–56 |
| SUI     | Europameisterschaft | 2013 | Schwechat     | AUT  | Qual.     |           |            | 25    |
| SUI     | Weltmeisterschaft   | 2013 | Paris         | FRA  | Qual.     | Qual.     | Qual.      |       |
| SUI     | Weltmeisterschaft   | 2012 | Dortmund      | GER  |           |           |            | 52    |

## Erfolge
- 2020 Schweizer Meister Einzel
- 2019 Schweizer Meister Einzel
- 2018 Schweizer Meister Doppel mit Filip Karin
- 2017 Schweizer Meister Einzel
- 2016 Schweizer Meister Einzel
- 2015 Schweizer Meister Einzel, Schweizer Meister Doppel mit Nicola Mohler
- 2014 Schweizer Meister Doppel mit Nicola Mohler
- 2012 Schweizer Meister Doppel mit Philip Merz, Schweizer Vizemeister im Einzel